# Country-Musik 1963
Die Liste bietet eine Übersicht über das Jahr 1963 im Genre Country-Musik.

## Events

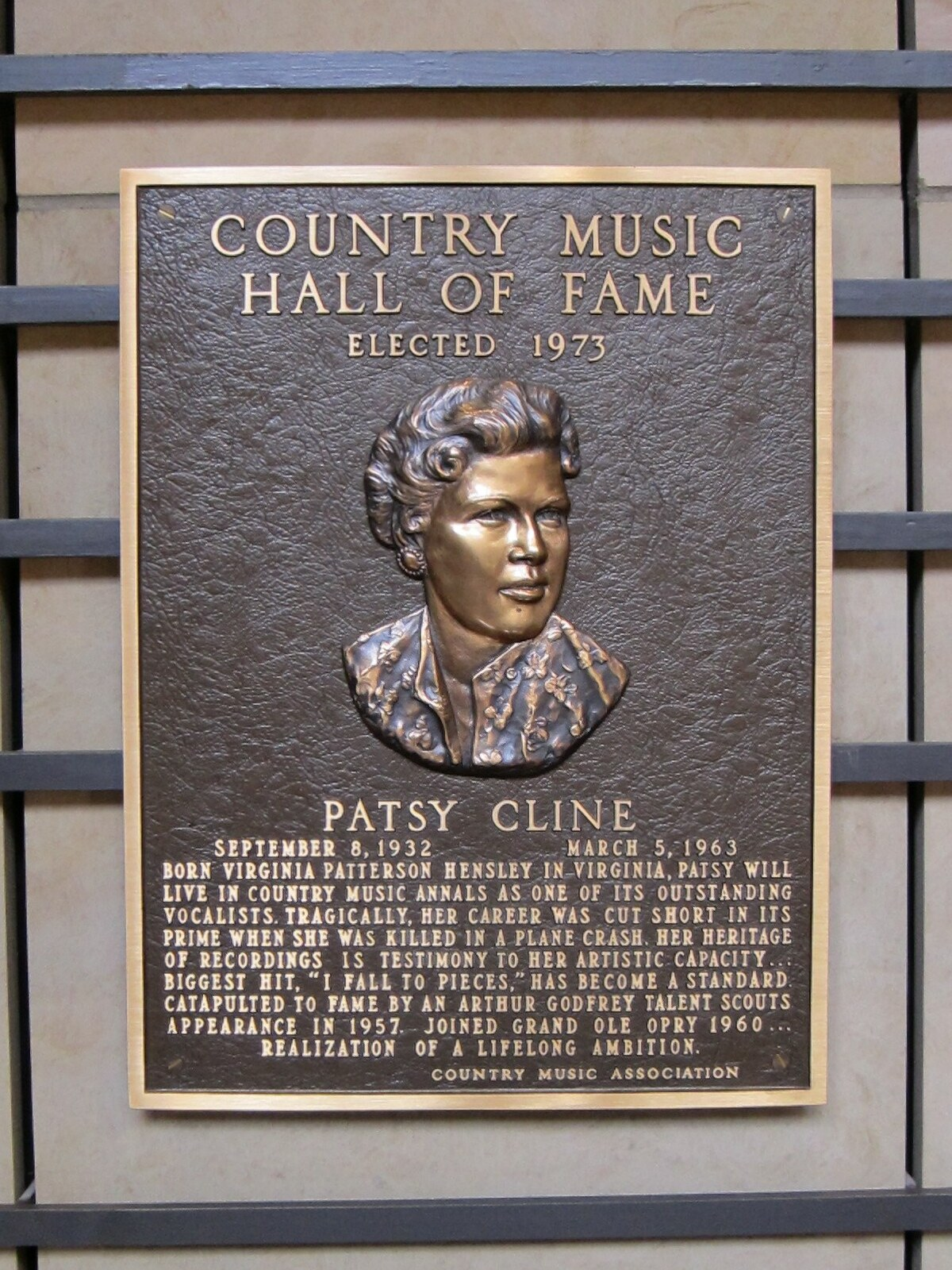
Tafel für Patsy Cline in der Country Hall of Fame

- Am 5. März 5, kamen Patsy Cline, Hawkshaw Hawkins und Cowboy Copas  beim Absturz eines Kleinflugzeuges in der Nähe von Camden (Tennessee) ums Leben.

## Top Hits des Jahres

### Nummer-1-Hits
- 5. Januar – Ruby Ann – Marty Robbins
- 19. Januar – The Ballad of Jed Clampett – Lester Flatt und Earl Scruggs
- 13. April – Still – Bill Anderson
- 4. Mai – Lonesome 7-7203 – Hawkshaw Hawkins
- 15. Juni – Act Naturally – Buck Owens
- 27. Juli – Ring of Fire – Johnny Cash
- 14. September – Abilene – George Hamilton IV.
- 12. Oktober – Talk Back Trembling Lips – Ernest Ashworth
- 19. Oktober – Love's Gonna Live Here – Buck Owens

### Weitere große Hits
- 8 × 10 – Bill Anderson
- Before I'm Over You – Loretta Lynn
- Cowboy Boots – Dave Dudley
- Detroit City – Bobby Bare
- The End of the World – Skeeter Davis
- Faded Love – Patsy Cline
- From a Jack to a King – Ned Miller
- I Can't Stay Mad at You – Skeeter Davis
- I'm Saving My Love – Skeeter Davis
- I've Enjoyed As Much Of This As I Can Stand – Porter Wagoner
- Is This Me – Jim Reeves
- Leavin' on Your Mind – Patsy Cline
- Make The World Go Away – Ray Price
- The Matador – Johnny Cash
- Mountain Of Love – David Houston
- Ninety Miles An Hour (Down a Dead End Street) – Hank Snow
- Pearl, Pearl, Pearl – Lester Flatt und Earl Scruggs
- Roll, Muddy River – Wilburn Brothers
- Second Hand Rose – Roy Drusky
- Sing A Little Song Of Heartache – Rose Maddox
- Six Days on the Road – Dave Dudley
- Sweet Dreams (Of You) – Patsy Cline
- Take a Letter Miss Gray – Justin Tubb
- Thanks a Lot – Ernest Tubb
- We Must Have Been Out of Our Minds – George Jones und Melba Montgomery
- Will Your Lawyer Talk to God – Kitty Wells
- Yellow Bandana – Faron Young
- You Comb Her Hair – George Jones

## Alben (Auswahl)
- Blood, Sweat and Tears – Johnny Cash (Columbia)
- Still – Bill Anderson (Decca)
- Buck Owens Sings Tommy Collins – Buck Owens (Capitol)
- Cattle Call – Eddy Arnold (RCA)
- End of the World – Skeeter Davis (RCA)
- Great Gospel Songs – Tennessee Ernie Ford (Capitol)
- The Guitar Genius – Chet Atkins (RCA)
- Our Man in Nashville – Chet Atkins (RCA)
- On the Bandstand – Buck Owens (Capitol)
- Ring of Fire: The Best of Johnny Cash – Johnny Cash (Columbia)
- Songs I Love to Sing – Eddy Arnold (Capitol)
- Songs That Made Him Famous – Johnny Bond (Starday)
- Teen Scene – Chet Atkins (RCA)
- Tips of My Fingers – Roy Clark (Capitol)
- Travelin' Guitar – Chet Atkins (RCA)
- Yodeling Hits – Grandpa Jones (Monument)

## Geboren
- 24. Januar – Keech Rainwater, (Lonestar).
- 09. Februar – Travis Tritt
- 11. Mai – Tim Raybon
- 31. Juli – Chad Brock
- 06. September – Mark Chesnutt

## Gestorben
- 5. März – Patsy Cline, 30
- 5. März – Cowboy Copas, 49
- 5. März – Hawkshaw Hawkins, 41

## Die wichtigsten Auszeichnungen

### Grammys
- Best Country and Western Recording – Funny Way Of Laughin‘, Burl Ives